# Psilocybe aucklandiae
Espèce
Psilocybe aucklandiae est une espèce de champignons de la famille des Strophariaceae.

## Description
Psilocybe aucklandii a une odeur et un goût farineux. Le chapeau mesure entre 2 et 5 cm de diamètre, il est de forme conique ou plane. De couleur châtaigne, le champignon est hygrophane et devient bleu ou vert lorsqu'il est abimé ou manipulé. Il présente souvent un large umbon. Les lames sont de couleur crème en jeune âge, puis prennent une teinte violette ou jaunâtre : leur attache est adnée. Les spores de l'espèce sont d'un violet sombre, de forme oblongue ou ellipsoïde et d'une taille d'environ 7 par 4 µm. Le stipe est long de 4 à 9 cm et épais de 2 à 5 mm. Il est de teinte brune et devient violet si abimé. Il est pruineux avec des fibrilles près de la base.

## Distribution et habitat
Psilocybe aucklandii pousse dans des forêts de pins au sol argileux. Les types ont été découverts à proximité d'Auckland, en Nouvelle-Zélande.

## Systématique
Le nom correct complet (avec auteur) de ce taxon est Psilocybe aucklandiae Guzmán, C.C.King & Bandala, 1991.
Psilocybe aucklandiae a pour synonymes :
- Psilocybe aucklandii Guzmán, 1991

L'espèce est présente dans le groupe Zapotecorum du genre Psilocybe aux côtés des espèces suivantes : Psilocybe muliercula, Psilocybe angustipleurocystidiata, Psilocybe collybioides, Psilocybe graveolens, Psilocybe kumaenorum, Psilocybe zapotecorum, Psilocybe pintonii, Psilocybe subcaerulipes, Psilocybe moseri, Psilocybe zapotecoantillarum, Psilocybe zapotecocaribaea et Psilocybe antioquiensis,.

## Étymologie
Son épithète spécifique, aucklandiae, fait référence à la localité type, Auckland, en Nouvelle-Zélande.

## Publication originale
- (en) G. Guzmán, V. M. Bandala et C. King, « A new species of Psilocybe of section Zapotecorum from New Zealand », Mycological Research, Cambridge University Press, vol. 95, no 4,‎ avril 1991, p. 507-508 (ISSN 0953-7562 et 1469-8102, DOI 10.1016/S0953-7562(09)80856-3).